# Sirena (película de 2021)
Sirena es una película boliviana filmada en Copacabana, alrededor del Lago Titicaca y dirigida por el director Carlos Piñeiro. Se estrenó el 21 de enero del 2021 (pero fue realizada el 2019) tuvo como actores a Ariel Mariaca, Benjamín Pari, Brian Ramírez, Daniel Aguirre, Kike Gorena.
La historia se desenvuelve alrededor del Lago Titicaca en las comunidades principales en el año 1984 y narra la historia de cuatro hombres que llegan a una isla en medio del lago.

## Sinopsis
En un accidente, un ingeniero, cae al agua y se ahoga. Sus allegados buscan su cuerpo durante varios días, cuando les llegan noticias de una alejada isla en la que puede que estén los restos de su compañero. Entonces, se envía una comisión a recuperar el cadáver, un ingeniero, socio del desaparecido; el ingeniero asistente de Cabrera; un oficial, más un policía local que es obligado a acompañarlos; y un comunario bilingüe, que aparte de navegar el barco, será el traductor y vínculo de dos culturas. En esta búsqueda de recuperar el cadáver de su compañero y colega, trataran de negociar la entrega del cuerpo del mismo con los comunarios, pues estos se niegan a entregar el cuerpo, pues para ellos, esto les traería una mala cosecha,; así es como deben buscar la decisión de la única persona que puede tomar una decisión final.

## Argumento
Sirena juega con la concepción de la muerte en un choque de dos culturas. Sin embargo, Piñeiro aclara que el largometraje no es una cinta de buenos contra malos, ya que él trata de reflejar cómo dos tipos de miradas distintas, no pueden llegar a un punto en común . El realizador afirma que "nuestra especie tiene como condición básica enfrentarse a la muerte". “No existe una brecha entre la vida y la muerte, si vivo, muero. La brecha se encuentra en la posibilidad de ver la muerte desde distintos puntos de vista y ese es el caso de Sirena, por un lado los unos de fiesta, percibiendo buen augurio en la muerte y por el otro lado los otros con miedo, percibiendo culpa en la muerte”, explica.

## Desarrollo
Carlos Piñeiro, relata que fue una inspiración en las historias que su padre le contaba y que ya en la adultez fueron un llamado para él, para contar las diferencias en la concepción de la muerte y las miradas al respecto de dos culturas distintas en Los Andes. Este fue un concepto que Piñeiro vino desarrollando a través de sus inicios en sus primeras obras.

## Premios[3][2]
- Mejor Película realizada por un director latinoamericano de hasta 35 años, entregada en el Mar del Plata Film Fest
- Mejor fotografía, en el Festival Mundial de Cine de Veracruz en el 2020.

## Reparto
- Ariel Mariaca
- Benjamin Pari
- Brian Ramírez
- Daniel Aguirre
- Kike Gorena

## Producción[4]
- Dirección: Carlos Piñeiro
- Guion: Juan Pablo Piñeiro

- Productor: Juan Pablo Piñeiro y Diego Loayza

- Fotografía: Marcelo Villegas

- Dirección de arte: Juan Ignacio Revollo, Viviana Baltz y Mario Andrés Piñeiro

- Dirección de sonido: Sergio Medina

- Montaje: Amanda Santiago

- Corrección de color: Pablo Paniagua

- Diseño sonoro: Kiro Russo

- Colaboraciones: Comunidad Santiago de Okola, Copacabana y la Isla de la Luna.